# Heusden
Heusden /ˈhøːsdən/  è una municipalità dei Paesi Bassi di 42 981 abitanti situata nella provincia del Brabante Settentrionale.

## Monumenti e luoghi d'interesse

### Architetture civili
- Castello d'Oultremont (Kasteel d'Oultremont), tra le località di Nieuwkuijk e Drunen[1]